# Кориця (прянощі)

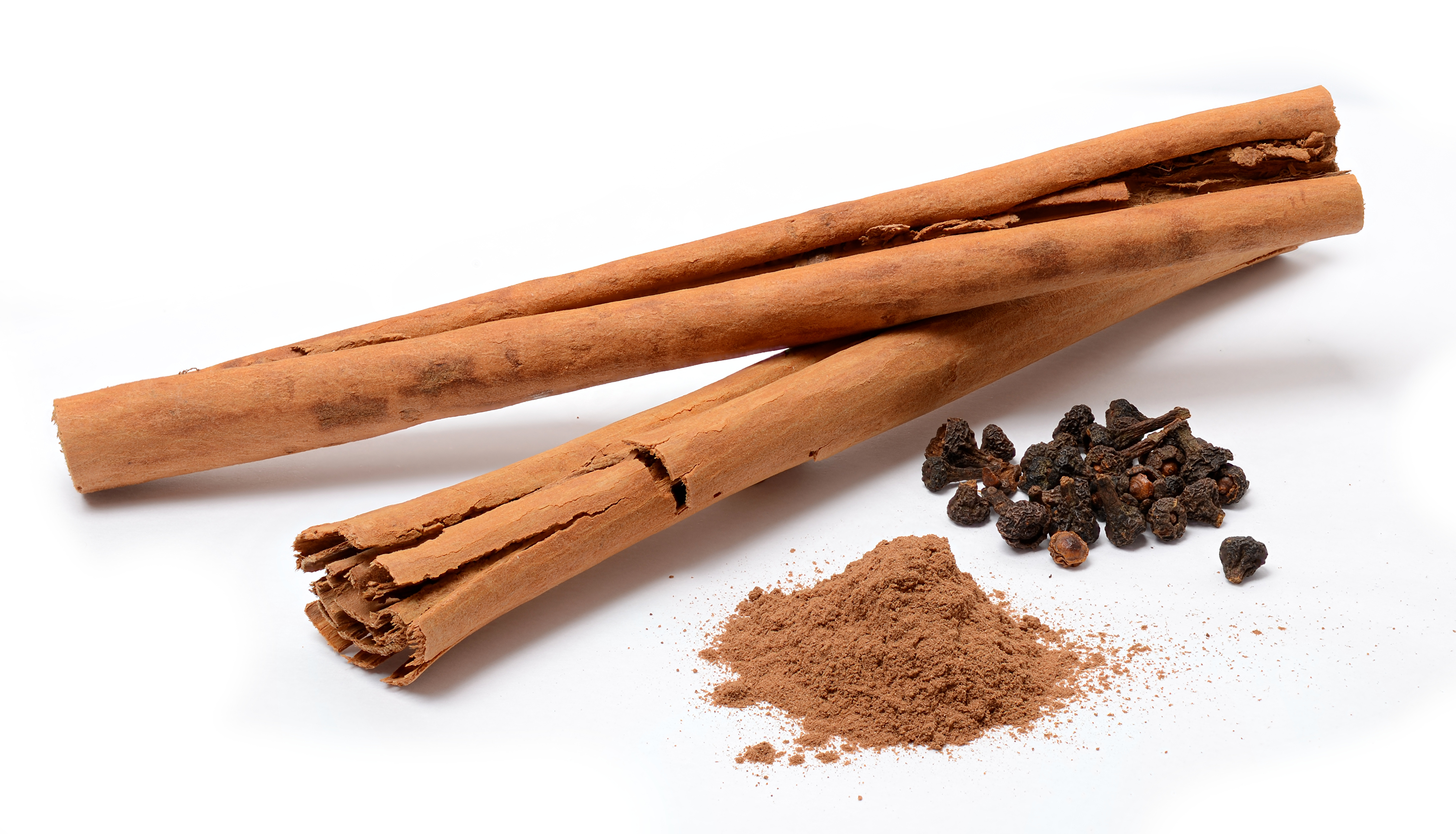
Кориця справжня (Cinnamomum verum): палички з кори, ягоди та мелений порошок кориці

Кориця або цинамон — популярна спеція та приправа, яку отримують із кори декількох споріднених видів дерев з роду (Cinnamomum), родини Лаврові (Lauraceae).
Найбільш цінується кориця, яку отримують із кори Кориці справжньої (Cinnamomum verum) — невеликого вічнозеленого дерева заввишки 10-15 м, що походить зі Шрі-Ланки. Проте більшість прянощів, що наявна в міжнародному обігу, виготовляються з Коричника китайського, або касії (Cinnamomum cassia), яка культивується в Китаї, В'єтнамі та Індонезії.

## Поширення

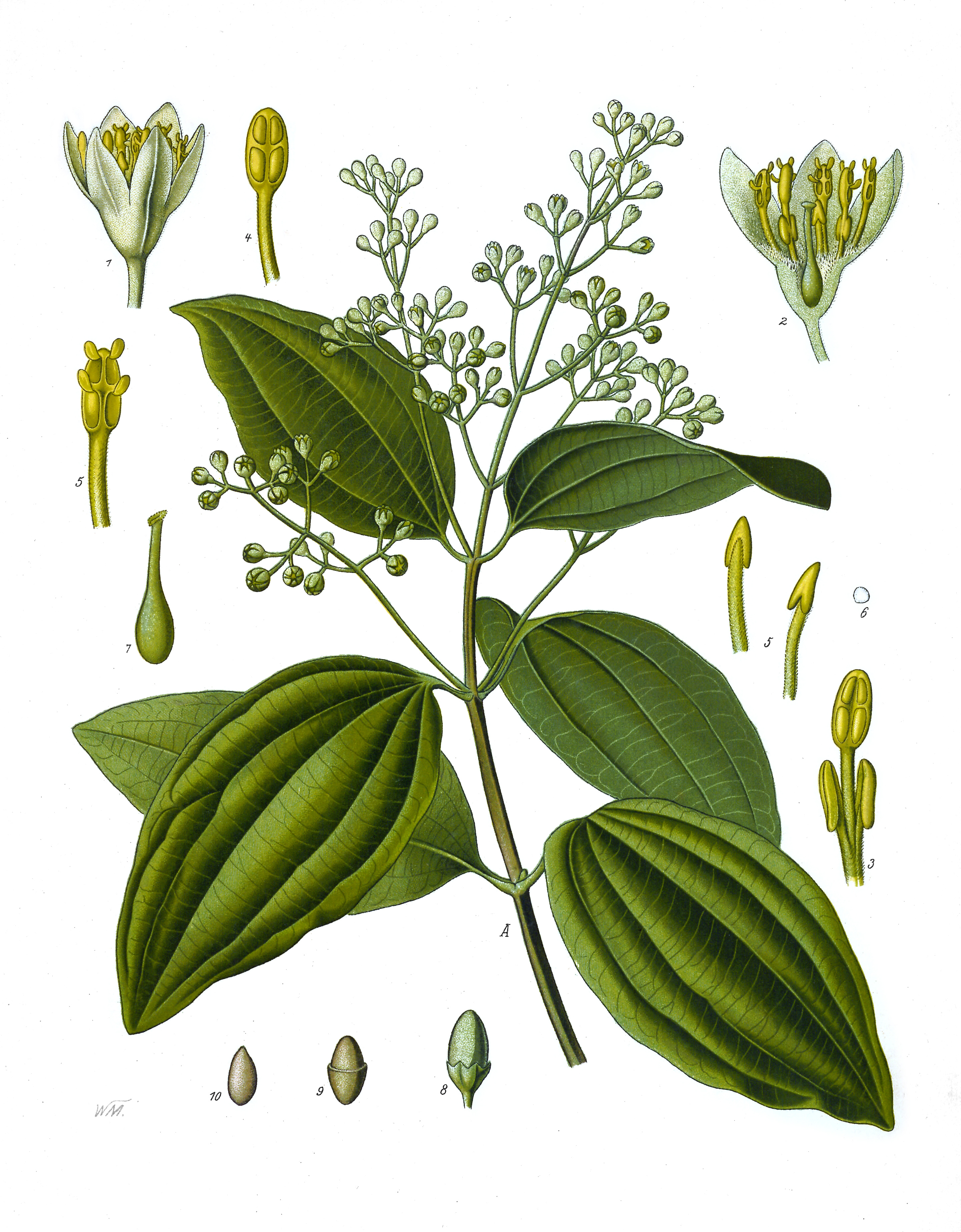
Cinnamomum verum, з довідника Медичні рослини (Koehler, 887)

Кориця справжня (Cinnamomum verum) росте на Шрі-Ланці і в Південній Індії. Листя кориці — овально-довгасті, 7-18 см завдовжки. Квіти об'єднуються в суцвіття, вони зеленуватого відтінку з різким неприємним запахом. Плоди — невеликі фіолетові ягоди діаметром 1 см.
Найякіснішу корицю отримують на Шрі-Ланці, але рослини також вирощують у комерційних цілях на острові Ява, Суматрі, в західній Індії, Бразилії, В'єтнамі, на Мадагаскарі і в Єгипті. Шрі-ланкійська високоякісна кориця виготовляється з дуже тонкої м'якої кори світло-жовтуватого або коричневого кольору, має приємний аромат із незвично солодким, теплим і приємним смаком.
На відміну від шрі-ланкійської кориці для «фальшивої кориці» — касії з Китаю, В'єтнаму та Індонезії використовують грубші шари кори.

## Умови культивування

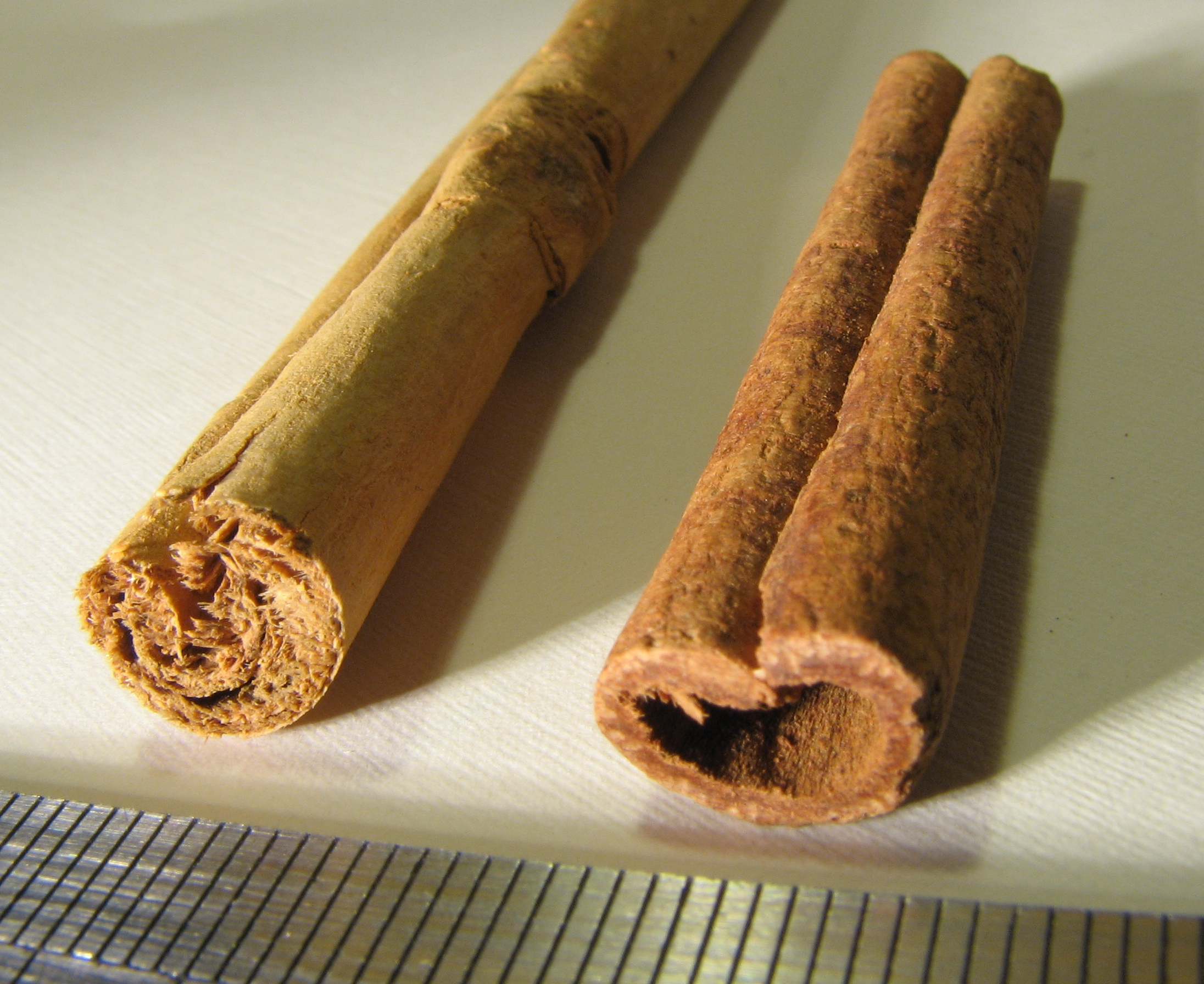
Ліворуч — справжня кориця (Cinnamomum Verum), праворуч — кориця касія (Cinnamomum Burmannii)

Корицю вирощують упродовж двох років, потім зрізають під корінь. Після цього наступного року дерево дає близько десятка нових пагонів. З них зрізають кору, яка сушиться. При висиханні кора скручується в трубочки-сувої, які ріжуть на шматки завдовжки 5-10 см.
Як пряність або приправа кориця продається у вигляді паличок або в молотому вигляді.
Приправа являє собою 6-10 шарів найтоншої внутрішньої кори, згорнуті разом в паличку відразу ж після відділення від дерева. Потім трубки сушаться. Чим тонша кора, тим тонший аромат кориці. Палички кориці зберігаються довго, оскільки вони дуже повільно втрачають свій аромат.
Для визначення якості кориці використовують спеціальну одиницю — екелле. Найкраща якість маркується 00000 і опускається до 0, потім нижче — від I до IV. Також вартість паличок істотно залежить від їх стану. Імпортована в Європу кориця маркується «Гамбург» (Hamburg) і вважається найгіршим за якістю сортом, який, втім, не відрізняється на смак від інших сортів у молотому вигляді. Для європейського ринку кориця практично завжди надходить меленою.

## Застосування
Додається при приготуванні ряду десертів, шоколаду, гострих льодяників і лікерів, ароматизації алкогольних і гарячих напоїв (чаю). На Близькому Сході корицю часто використовують у гострих стравах з курки або баранини. В Азії порошок кориці також використовують для сумішей прянощів. Місцеві жителі використовують в їжу листя кориці так само як європейці лавровий лист.
В Америці корицю і цукор часто застосовують як добавку до каші або фруктів, особливо до яблук.
У Німеччині кориця найчастіше зустрічається в поєднанні з цукром, для приготування солодких страв, випічки і глінтвейну, рідше для гострих і м'ясних страв. Корицю використовують при консервуванні, особливо — в маринадах. Кориця має високу антиоксидантну дію. Корична ефірна олія також має антимікробні властивості.
Дешева кориця містить небезпечну для здоров'я речовину кумарин. У цейлонській кориці її вміст становить лише 0,02 г/кг, у фальшивій кориці — 2 г/кг. Кумарин у високих дозах може викликати головні болі, ураження печінки і гепатит. У дослідах над щурами високі дози касії викликали рак. При розрахунку дози споживання кориці слід брати до уваги, що кориця може міститися також у печиві, йогуртах, глінтвейні, деяких сортах чаю, сумішах приправ і навіть у косметиці.
Ефірну олію з квітів і кори коричного дерева не можна використовувати при вагітності.